# Armand Cossée de Maulde
Le vicomte Armand Cossée de Maulde, né à Maulde le 21 mars 1847 et mort à Ixelles le 30 avril 1909, est un homme politique belge, membre du Parti catholique.

## Biographie
Armand-François-Delphin Cossée de Maulde est le fils d'Alfred Cossée de Maulde, bourgmestre de Maulde, et d'Hortense Bonaert. Le 1er mai 1866, il épouse Élodie Ruyant de Cambronne à Ramegnies-Chin. Veuf, il se marie ensuite le 6 juin 1883 au château de Mourcourt avec Marguerite d'Hespel, (Famille D'Hespel), fille de Fernand d'Hespel et de Célina le Vaillant du Châtelet. Armand Cossée de Maulde a 8 enfants de ses deux mariages.
Gentilhomme fermier, il s'inscrit dans la tradition familiale en défendant les idéaux catholiques en politique. Candidat du Parti catholique, il est élu conseiller communal et, à la suite du décès de son père, est nommé bourgmestre de Maulde de 1880 jusqu'à son décès en 1909.
Il hérite du titre de vicomte en 1885, à la mort de son frère aîné.
De 1894 à 1898, il est sénateur de l'arrondissement de Tournai. Au Sénat, il s'est principalement intéressé aux questions agricoles.
À la suite de son décès à Ixelles le 30 avril 1909, il reçoit des funérailles à l'église de Maulde et est inhumé dans le cimetière de la localité.

## Distinction
- Chevalier de l'ordre de Léopold en 1898 (Belgique)[3].